# 山移村
山移村（やまうつりむら）は、大分県下毛郡にあった村。現在の中津市の一部にあたる。

## 地理
鹿熊山の南、山国川支流・山移川沿いの山間部に位置していた

## 歴史
- 1889年（明治22年）4月1日、町村制の施行により、下毛郡山移村が単独で村制施行し、山移村が発足[1][2]。大字は編成せず[2]。役場を字馬場に設置し、のち字塔帽子に移転した。
- 1951年（昭和26年）4月1日、下毛郡津民村、下郷村と合併し、中耶馬溪村を新設して廃止された[1][2]。

## 産業
- 農業、木炭[2]